# Théodore Labarre
Joseph François Théodore Labarre  (París 5 de març de 1805 - 9 de març de 1870) fou un arpista i compositor francès.
Als set anys va rebre les primeres lliçons d'arpa i assolí una rara habilitat i tan excepcionals disposicions, que el 1817 la seva família decidí dedicar-lo exclusivament a la música i el feu entrar en el Conservatori, on va tenir com a mestres Boieldieu, Dourlen, Eler i Fétis.
Als divuit anys aconseguí el segon premi de composició i després d'una sèrie de concerts a Anglaterra, Suïssa i Itàlia, sent extraordinàriament aplaudit. De 1847 a 1849 fou director de l'Òpera Còmica de París i, el 1851, director de la música particular de Napoleó III.
En la seva estada a Anglaterra, va donar lliçons d'arpa a diversos alumnes, entre ells als germans Frederick i John Balsir Chatterton.
A més de nombroses composicions per a arpa i d'un Mètode per aquest instrument, va escriure les òperes:
- Les deux familles, (1831),
- L'aspirant de marine, (1834),
- Le Ménétrier ou les Deux Duchesses, (1845),
- Pantagruel, (1855),

## Balls
- La Révolte du Sérail, (1833),
- Jovita ou les Boucaniers, (1853),
- La Fonti, (1855),
- Graziosa, (1861),
- Le roi d'Yvetot, (1865).